# 25-ös busz (Székesfehérvár)
A székesfehérvári 25-ös jelzésű autóbusz a Jancsár utca és a Nyitrai utca / Zobori út között közlekedik. Fontos öreghegyi vonal, mivel a Nyitrai úton, a Püspökkertvárosba csak ez az egy járat megy. A 24-es busszal összehangoltan jár, útvonaluk a Pozsonyi út / Fiskális út megállóhelyig azonos. A viszonylatot a Volánbusz üzemelteti.

## Története
A vonal elődjét először a Pozsonyi út csatornázási munkálatai miatt hozták létre 24A jelzéssel ideiglenes jelleggel, ami a 24-es busz helyett közlekedett, majd lakossági kérésre megmaradt a vonal, de 25-ös számmal óránkénti indulással.

## Útvonala
| Nyitrai utca / Zobori út felé | Jancsár utca felé |
| --- | --- |
| Jancsár utca vá. – Jancsár köz – Horvát István utca – Széchenyi utca – Vörösmarty tér – Budai út – Várkörút – Rákóczi utca – Király sor – Géza utca – Karinthy Frigyes utca – Pozsonyi út – Fiskális út – Nyitrai utca – Zobori út – Nyitrai utca / Zobori út vá. | Nyitrai utca / Zobori út vá. – Zobori út – Nyitrai utca – Fiskális út – Pozsonyi út – Karinthy Frigyes utca – Géza utca – Király sor – Rákóczi utca – Várkörút – Budai út – Vörösmarty tér – Széchenyi utca – Horvát István utca – Jancsár köz – Jancsár utca vá. |

## Megállóhelyei
| 0  | Jancsár utca végállomás             | 23 | 10, 20, 22, 23, 23E, 24, 26, 26A, 29 8050, 8055, 8060, 8062, 8067, 8068, 8069, 8070, 8078                    | Jancsár Hotel                                                                     |
| 1  | Tóvárosi lakónegyed                 | 22 | 20, 22, 23, 23E, 24, 26, 26A                                                                                 | Tóvárosi Általános Iskola                                                         |
| 3  | Református Általános Iskola         | 20 | 11, 11A, 11G, 12, 12A, 12Y, 13, 13A, 13G, 13Y, 15, 15Y, 22, 23, 23E, 24, 26, 26A, 36, 37, 38, 40, 41, 43, 44 | Református templom, Talentum Református Általános Iskola, József Attila Kollégium |
| 5  | Zsuzsanna forrás                    | 18 | 23, 24, 33, 34, 35                                                                                           | Belvárosi I. István Szakközépiskola                                               |
| 7  | Áron Nagy Lajos tér                 | 16 | 16, 17, 23, 24, 30, 31, 32, 33, 34, 35                                                                       | Fehérvár Áruház, Fehérvári Civil Központ                                          |
| 9  | Széna tér                           | 14 | 16, 17, 23, 24, 30, 31, 32, 33, 34, 35                                                                       | Jézus Szíve Templom, Széna téri Általános Iskola, E-ON Dél-Dunántúl               |
| 10 | Huba köz                            | 13 | 16, 17, 24, 30, 31, 35                                                                                       |                                                                                   |
| 11 | Király sor / Géza utca              | 12 | 16, 17, 24, 30, 31, 35                                                                                       |                                                                                   |
| 12 | Kisteleki utca / Géza utca          | 11 | 24, 35 | Hétvezér Általános Iskola                                                         |
| 14 | Kadocsa utca                        | 9  | 24 |                                                                                   |
| 15 | Karinthy tér                        | 8  | 24 |                                                                                   |
| 16 | Karinthy Frigyes utca               | 7  | 24 |                                                                                   |
| 17 | Pozsonyi út / Fiskális út           | 6  | 23, 23E, 24, 31, 31E                                                                                         |                                                                                   |
| 18 | Késmárki utca                       | 5  | 23, 23E, 31, 31E                                                                                             | Fiskális úti orvosi rendelő, Székesfehérvár 8. sz. posta                          |
| 19 | Bártfai utca                        | 4  | 23, 23E, 31, 31E                                                                                             |                                                                                   |
| 20 | Dunaszerdahelyi utca                | 3  | |                                                                                   |
| 21 | Érsekújvári utca                    | 2  | |                                                                                   |
| 23 | Nyitrai utca / Zobori út végállomás | 0  | |                                                                                   |